# Notochaetosoma costeriatum
Notochaetosoma costeriatum är en rundmaskart som beskrevs av Murphy 1963. Notochaetosoma costeriatum ingår i släktet Notochaetosoma och familjen Draconematidae. Inga underarter finns listade i Catalogue of Life.